# ایگا-ای-لو-تای
ایگا-ای-لو-تای (به لاتین: Aiga-i-le-Tai) یک منطقهٔ مسکونی در ساموآ است که در ساموآ واقع شده‌است.

## خصوصیات
ایگا-ای-لو-تای ۴٬۵۰۸ نفر جمعیت دارد.